# Il compromesso... erotico (Menage a quattro)
Il compromesso... erotico (Menage a quattro) è un film di genere erotico del 1976, diretto da Sergio Bergonzelli.

## Trama
A turbare l'atmosfera godereccia di Borgo, dov'è sorta una casa di tolleranza che richiama l'attenzione degli abitanti, giunge la nipote del parroco don Camillo, una sindacalista di sinistra che apre una Casa del Popolo a ridosso del postribolo. Per non essere da meno, il prete gestisce un circolo ACLI nello stesso luogo. La confusione che ne segue gli costerà l'allontanamento da Borgo, trovando in cambio la solidarietà della nipote e della tenutaria.